# Артуро Кіні Лудуенья
Артуро Кіні Лудуенья (ісп. Arturo Chini Ludueña, 21 жовтня 1904, Каада-де-Гмец — 19 грудня 1993, Вашингтон) — аргентинський футболіст, що грав на позиції нападника.
Виступав, зокрема, за клуби «Ньюеллс Олд Бойз» та «Рома», а також молодіжну збірну Італії.

## Клубна кар'єра
У дорослому футболі дебютував 1922 року виступами за команду «Ньюеллс Олд Бойз», в якій провів чотири сезони. Через молодість, а також присутність таких конкурентів як Хуліо Лібонатті і Ернесто Челлі, Артуро мало грав у складі «Ньюеллс Олд Бойз».
В Італію Лудуенья приїхав на перегляд у команду «Ювентус», але опинився в клубі «Альба Рома», кольори якої захищав протягом 1926—1927 років. В 1927 році команда об'єдналась з кількома іншими римськими колективами, утворивши клуб «Рома», до складу якого приєднався Артуро. Виступав на позиції лівого крайнього нападника. Відіграв за «вовків» наступні сім сезонів своєї ігрової кар'єри. У складі «Роми» був одним з головних бомбардирів команди, маючи середню результативність на рівні 0,35 гола за гру першості. В 1928 році став з командою переможцем Кубка КОНІ, турніру, який двічі проводився в 1927 і 1928 роках для клубів, які не потрапили до фінального турніру національного чемпіонату.
Клуб виступав у новоствореній Серії А. В 1931 році команда стала срібним призером чемпіонату, поступившись у турнірній таблиці лише «Ювентусу». Клуб став найрезультативнішим у лізі, забивши 87 голів («Юіентус» забив 79). З них Лудуенья забив 12 голів, ставши третім бомбардиром команди після Родольфо Волка (який з 29-ма голами став найкращим бомбардиром чемпіонату) і Чезаре Фазанеллі (17 голів).
Того ж року «Рома» дебютувала в Кубку Мітропи. В чвертьфіналі команда перемогла чехословацьку «Славію» (1:1, 2:1). У першому півфінальному матчі в Римі проти австрійської «Вієнни» Лудуенья відкрив рахунок на 3-й хвилині матчу, але його команда у підсумку поступилась з рахунком 2:3. У другому поєдинку римський клуб вдруге програв (1:3) і вибув зі змагань.
Ще двічі у складі «Роми» ставав бронзовим призером чемпіонату Італії в 1929 і 1932 роках.
Протягом 1934—1935 років захищав кольори клубу «Лаціо», в складі якого так і не зіграв жодного офіційного матчу. Завершив ігрову кар'єру у команді «Трастевере», за яку виступав протягом 1935—1938 років.

## Виступи за збірну
1933 року залучався до складу молодіжної збірної Італії. На молодіжному рівні зіграв у 6 матчах, забив 4 голи.
В національній збірній Італії жодного матчу не зіграв. На його позиції в той час безальтернативно виступав інший виходець з Аргентини — Раймундо Орсі.
Помер 19 грудня 1993 року на 90-му році життя у місті Вашингтон.

## Статистика виступів

### Статистика виступів у «Ромі»
| Сезон            | Команда          | Чемпіонат        | Чемпіонат | Чемпіонат | Національний кубок | Національний кубок | Національний кубок | Континентальні кубки | Континентальні кубки | Континентальні кубки | Усього | Усього |
| Сезон            | Команда          | Ліга             | Ігор      | Голів     | Ліга               | Ігор               | Голів              | Ліга                 | Ігор                 | Голів                | Ігор   | Голів  |
| ---------------- | ---------------- | ---------------- | --------- | --------- | ------------------ | ------------------ | ------------------ | -------------------- | -------------------- | -------------------- | ------ | ------ |
| 1926–27          | «Альба Аудаче»   | ЧІ               | 13        | 3         | КК                 | ?                  | ?                  | -                    | -                    | -                    | 13+    | 2+     |
| 1927–28          | «Рома»           | ЧІ               | 20        | 7         | КК                 | 15                 | 7                  | -                    | -                    | -                    | 35     | 14     |
| 1928–29          | «Рома»           | ЧІ               | 27        | 15        | -                  | -                  | -                  | -                    | -                    | -                    | 27     | 15     |
| 1929–30          | «Рома»           | A                | 30        | 13        | -                  | -                  | -                  | -                    | -                    | -                    | 30     | 13     |
| 1930–31          | «Рома»           | A                | 34        | 12        | -                  | -                  | -                  | -                    | -                    | -                    | 34     | 12     |
| 1931–32          | «Рома»           | A                | 32        | 6         | -                  | -                  | -                  | КМ                   | 4                    | 1                    | 36     | 7      |
| 1932–33          | «Рома»           | A                | 17        | 4         | -                  | -                  | -                  | -                    | -                    | -                    | 17     | 4      |
| 1933–34          | «Рома»           | A                | 3         | 0         | -                  | -                  | -                  | -                    | -                    | -                    | 3      | 0      |
| Усього за «Рому» | Усього за «Рому» | Усього за «Рому» | 163       | 57        |                    | 15                 | 7                  |                      | 4                    | 1                    | 182    | 65     |

### Статистика виступів у кубку Мітропи
| №                      | Розіграш               | Стадія                 | Дата та місце проведення | Команда 1              | Рахунок                                           | Команда 2      | Голи та інші дії |
| ---------------------- | ---------------------- | ---------------------- | ------------------------ | ---------------------- | ------------------------------------------------- | -------------- | ---------------- |
| 1                      | 1931                   | 1/4                    | 4.07.1936, Прага         | Славія (Прага)         | 1:1 [Архівовано 6 серпня 2020 у Wayback Machine.] | Рома           |                  |
| 2                      | 1931                   | 1/4                    | 12.07.1936, Рим          | Рома                   | 2:1 [Архівовано 27 січня 2020 у Wayback Machine.] | Славія (Прага) |                  |
| 3                      | 1931                   | 1/2                    | 20.09.1931, Рим          | Рома (Рим)             | 2:3 [Архівовано 14 січня 2021 у Wayback Machine.] | Ферст Вієнна   | 3'               |
| 4                      | 1931                   | 1/2                    | 24.09.1931, Відень       | Ферст Вієнна           | 3:1 [Архівовано 14 січня 2021 у Wayback Machine.] | Рома (Рим)     |                  |
| Всього у кубку Мітропи | Всього у кубку Мітропи | Всього у кубку Мітропи | Всього у кубку Мітропи   | Всього у кубку Мітропи | 4                                                 |                | 1                |

## Титули і досягнення
- Срібний призер Чемпіон Італії (1):

«Рома»: 1930-1931
- Бронзовий призер Чемпіон Італії (2):

«Рома»: 1928-1929, 1931-1932
- Володар Кубка КОНІ (1):

«Рома»: 1928